# مستخدم متميز
مستخدم متميز أو مستخدم متمرس (بالإنجليزية: Power user) هو مستخدم للحاسوب الشخصي لديه القدرة على استخدام الميزات المتقدمة للبرامج التي تتجاوز قدرات المستخدم العادي، لديه خبرة واسعة مع أجهزة الحاسوب، ولكنه ليس قادراً بالضرورة على البرمجة وإدارة النظام.